# Aplasie

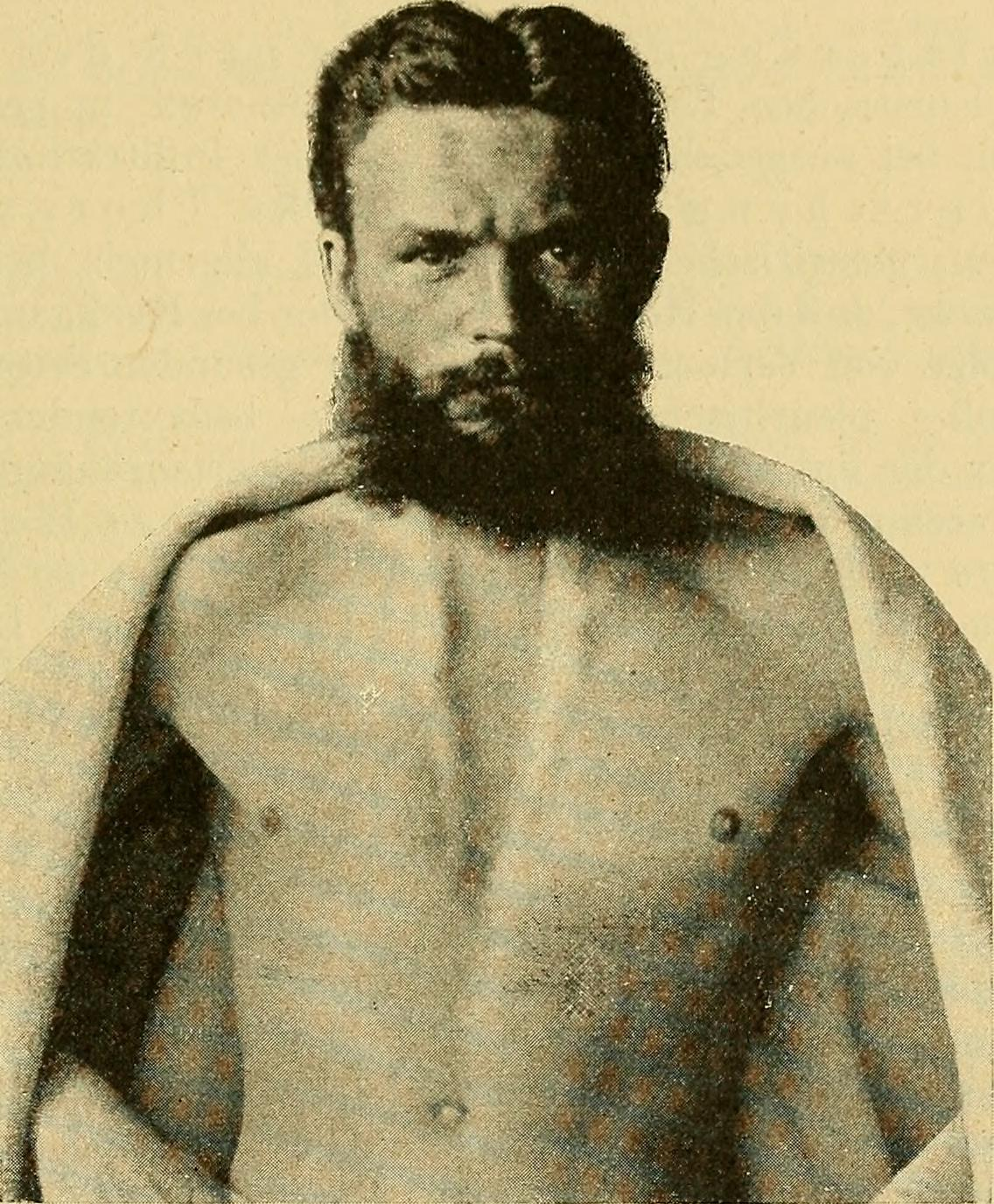
Fissure sternale congénitale causée par une aplasie congénitale du sternum (photo de 1906).

L’aplasie est l'arrêt ou l’insuffisance de développement d'un tissu ou d'un organe survenant avant ou après la naissance par défaut de développement d’une ébauche embryonnaire.

## Étymologie
Formé à partir du grec ancien avec le « a » privatif et «  plassein » dans le sens de façonner.

## Types d’aplasies
Les aplasies peuvent être acquises ou constitutionnelles, en particulier au niveau de la moelle osseuse.
De nombreux organes peuvent être atteints d’aplasie. Sans vouloir être exhaustif on citera  : l’aplasie rénale, les différentes aplasies médullaires affectant une ou plusieurs lignées cellulaires de la moelle osseuse, les aplasies d’un ou plusieurs os (clavicule, radius, fémur, péroné [ou fibula]) et de leurs annexes vasculo-nerveuses, les aplasies des muscles de l’abdomen constitutive du laparoschisis, l’aplasie d’une ou plusieurs zones cutanées.
Par ailleurs l’aplasie peut être la conséquence temporaire, recherchée ou indésirable, d’un traitement médicamenteux. Il en est ainsi des aplasies médullaires temporaires consécutives aux chimiothérapies anti-cancéreuses.